# Andrew Wilson (acteur)
Pour les articles homonymes, voir Andrew Wilson et Wilson.
Andrew Wilson, né le 22 août 1964 à Dallas, est un acteur américain. Il est le frère aîné de Luke et Owen Wilson.

## Filmographie

### Acteur
- 1996 : Bottle Rocket de Wes Anderson : John Mapplethorpe (dit « Future Man »)
- 1996 : Trois vies & une seule mort de Raoul Ruiz
- 1998 : Rushmore de Wes Anderson : Coach Beck
- 1999 : Collège Attitude de Raja Gosnell : Surveillant de l'école
- 2000 : Preston Tylk de Jon Bokenkamp : Officier de police
- 2000 : Hijack Stories (en) d'Oliver Schmitz : Médecin
- 2000 : Charlie et ses drôles de dames de McG : Le chauffeur de Corwin
- 2000 : Le Retour de Merlin (en) de Paul Matthews : Le deuxième chevalier d'Arthur
- 2001 : Zoolander de Ben Stiller : Membre du clan de Hansel
- 2001 : La Famille Tenenbaum de Wes Anderson : Fermier / Tex Hayward
- 2002 : Showtime de Tom Dey : Garde n°1
- 2002 : Au service de Sara de Reginald Hudlin : Mr. Andrews
- 2003 : Charlie's Angels : Les Anges se déchaînent ! de McG : Flic
- 2004 : La Grande Arnaque de George Armitage : Ned Coleman
- 2005 : Terrain d'entente de Peter et Bobby Farrelly : Grant Wade / Patrick Lyons
- 2006 : Church Ball (en) de Kurt Hale : Dennis Buckstead
- 2006 : Idiocracy de Mike Judge : Beef Supreme
- 2009 : Bliss de Drew Barrymore : Razeur
- 2009 : Calvin Marshall (en) de Gary Lundgren : Ernie
- 2010 : High School de John Stalberg (en) : Hippie Dude
- 2010 : Comment savoir (How Do You Know) de James L. Brooks : Matty's Teammate
- 2017 : Time Trap : Professeur Hopper

### Réalisateur
- 1997 : Le Damné
- 2005 : The Wendell Baker Story (avec Luke Wilson)

### Producteur
- 1996 : Bottle Rocket de Wes Anderson